# إدوارد هافن ماسون
إدوارد هافن ماسون (بالإنجليزية: Edward Haven Mason) هو كاتب أمريكي، ولد في 8 يونيو 1849 في نيوتن في الولايات المتحدة، وتوفي في 21 مارس 1917.

## حياته
وُلِد ماسون في 8 يونيو 1849، وهو ابن المدعي العام للولايات المتحدة ديفيد إتش ماسون وشقيق المحامي ومدرب كرة القدم فرانك أ. ماسون، ولقد تزوج من ليليا سيلفينا نيكرسون في 1 فبراير 1877، وأنجبا ثلاثة أطفال.
كان ماسون من أوائل هواة جمع الطوابع البريدية الذين درسوا وكتبوا عن الطوابع البريدية والقرطاسية البريدية للولايات المتحدة الأمريكية.

## التخصص في جمع الطوابع
تخصص ماسون في جمع ودراسة البراهين والمقالات المتعلقة بالتاريخ البريدي للولايات المتحدة وكتب على نطاق واسع حول هذا الموضوع. تشمل كتبهُ ما يلي: مقالات عن طوابع بريد الولايات المتحدة، نُشر في عام 1911؛ وبراهين ومقالات عن طوابع بريد الولايات المتحدة، في عام 1911 أيضاً، والمزيد من المقالات عن طوابع بريد الولايات المتحدة، في عام 1912.
كانت قوائم ماسون للبراهين والمقالات هي الأساس لإدراجها في دليل سكوت الأمريكي المتخصص في الطوابع البريدية.

## قيود النشر
في الوقت الذي أجرى فيه ماسون دراساته وكتاباته، كان من غير القانوني في الولايات المتحدة نشر رسوم توضيحية لقرطاسية الطوابع البريدية الأمريكية. ونتيجة لذلك، لم تكن أعماله تحتوي على رسوم إيضاحية.

## التكريم
تم اختيار إدوارد ماسون في قاعة مشاهير الجمعية الأمريكية لهواة جمع الطوابع عام 1949.

## المؤلفات
لم يُطبع من كتب ماسون سوى عشر نسخ فقط من الكتب، مع الصور الفوتوغرافية التي تتخللها شركة نيو إنجلاند للطوابع، وقد طُبعت خصيصاً. توجد نُسخ من هذه الكتب المتداخلة في نادي هواة جمع الطوابع في نيويورك وفي معهد سميثسونيان، في مكتبة المتحف البريدي الوطني.

## وفاته
توفي في منزله في بوسطن في 21 مارس 1917.